# Antiphon (Platon)
Antiphon (altgriechisch Ἀντιφῶν Antiphṓn, auch Antiphon von Athen genannt; * wohl nach 423 v. Chr.) war als Sohn des Pyrilampes und der Periktione mütterlicherseits ein Halbbruder des berühmten griechischen Philosophen Platon.

## Leben
Antiphons Mutter Periktione war vornehmer Herkunft. Unter ihren Vorfahren väterlicherseits war Dropides („Dropides II.“), der Athener Archon von 593/92 v. Chr., ein Freund und Verwandter des legendären athenischen Gesetzgebers Solon. Sie war in erster Ehe mit Ariston, einem vornehmen Athener, verheiratet. Mit ihm hatte sie vier Kinder: die Söhne Adeimantos, Glaukon und Platon und die Tochter Potone. Nach Aristons Tod heiratete Periktione um 423 ihren Onkel mütterlicherseits Pyrilampes, einen angesehenen Athener, der zu Perikles’ Zeit als Gesandter tätig gewesen war. Aus dieser Ehe ging nur ein Kind, Antiphon, hervor. Pyrilampes hatte aus einer früheren Ehe einen Sohn namens Demos. Antiphon erhielt seinen Namen nach seinem Großvater väterlicherseits, einem wohlhabenden Pferdezüchter. In seiner Jugend befasste er sich Platons Angaben zufolge mit Philosophie und hatte viel Umgang mit dem bereits betagten Philosophen und Feldherrn Pythodoros, der ein Freund und Schüler des damals schon längst verstorbenen Philosophen Zenon von Elea gewesen war. Später lebte Antiphon in Melite, einem vornehmen Stadtteil Athens westlich der Akropolis, und widmete sich wie sein Großvater hauptsächlich der Pferdezucht.

## Rolle in Platons DialogParmenides
In Platons Dialog Parmenides spielt Antiphon in der Rahmenhandlung eine maßgebliche Rolle. Er wird von seinen Halbbrüdern Adeimantos und Glaukon aufgesucht, die mehrere Besucher aus Klazomenai in Kleinasien mitbringen. Einer davon ist Kephalos, der in Platons Werk der fiktive Erzähler ist. Die Besucher möchten von Antiphon erfahren, was dieser vor langer Zeit von Pythodoros über die Gespräche gehört hat, die dessen Lehrer Zenon einst mit den berühmten Philosophen Sokrates und Parmenides führte. Antiphon hat die Einzelheiten im Gedächtnis behalten, da er sie sich durch häufiges Anhören einprägte, als er bei Pythodoros war. Daher ist er nun in der Lage, den Verlauf einer solchen Diskussion ausführlich mitzuteilen. Er beginnt zu erzählen. Sein Bericht macht den eigentlichen Inhalt von Platons Dialog aus. Die Handlung ist somit mehrfach verschachtelt: Der Erzähler Kephalos kennt das Gespräch, das er detailliert wiedergibt, nur aus dritter Hand, der Leser erfährt es aus vierter Hand.
Platons literarischer Fiktion zufolge fand das Gespräch im Jahr 450 v. Chr. statt, als Sokrates noch sehr jung war, Parmenides etwa fünfundsechzigjährig und Zenon etwa vierzig Jahre alt. Auffällig ist die Ausführlichkeit, Genauigkeit und Flüssigkeit der Antiphon in den Mund gelegten Darstellung sehr abstrakter und komplizierter Gedankengänge. Die ganze Rahmenhandlung ist vermutlich ebenso wie das Gespräch von Sokrates, Parmenides und Zenon eine freie Erfindung Platons. An der Glaubwürdigkeit von Platons biographischen Angaben über seinen Halbbruder Antiphon braucht deswegen aber nicht gezweifelt zu werden.